# Cambernon
Cambernon – miejscowość i gmina we Francji, w regionie Normandia, w departamencie Manche.
Według danych na rok 1990 gminę zamieszkiwało 691 osób, a gęstość zaludnienia wynosiła 41 osób/km² (wśród 1815 gmin Dolnej Normandii Cambernon plasuje się na 328. miejscu pod względem liczby ludności, natomiast pod względem powierzchni na miejscu 177.).